# Moschustiere
Moschustiere (Moschidae) sind eine mit den Hornträgern (Bovidae), also mit Antilopen, Ziegenartigen und Rindern, verwandte Familie der Paarhufer.
Ursprünglich nahm man an, dass sie mit den Hirschen verwandt seien: In älterer Literatur wurden sie oft als Moschushirsche bezeichnet und als ursprüngliche Unterfamilie der Hirsche angesehen. Abweichend von den Hirschen weisen sie eine Gallenblase auf und das Euter der Weibchen hat lediglich zwei statt vier Zitzen. Neben der namensgebenden Moschusdrüse und einer weiteren Schwanzdrüse haben die Moschustiere verlängerte obere Eckzähne, jedoch fehlen Gesichtsdrüsen und Geweihe.
Moschustiere leben vorwiegend in bewaldeten und alpinen Buschhabitaten in den Bergen Südasiens, insbesondere im Himalaya. In Europa gab es die ersten Vorkommen im Oligozän; heute sind sie dort jedoch ausgestorben.

## Merkmale

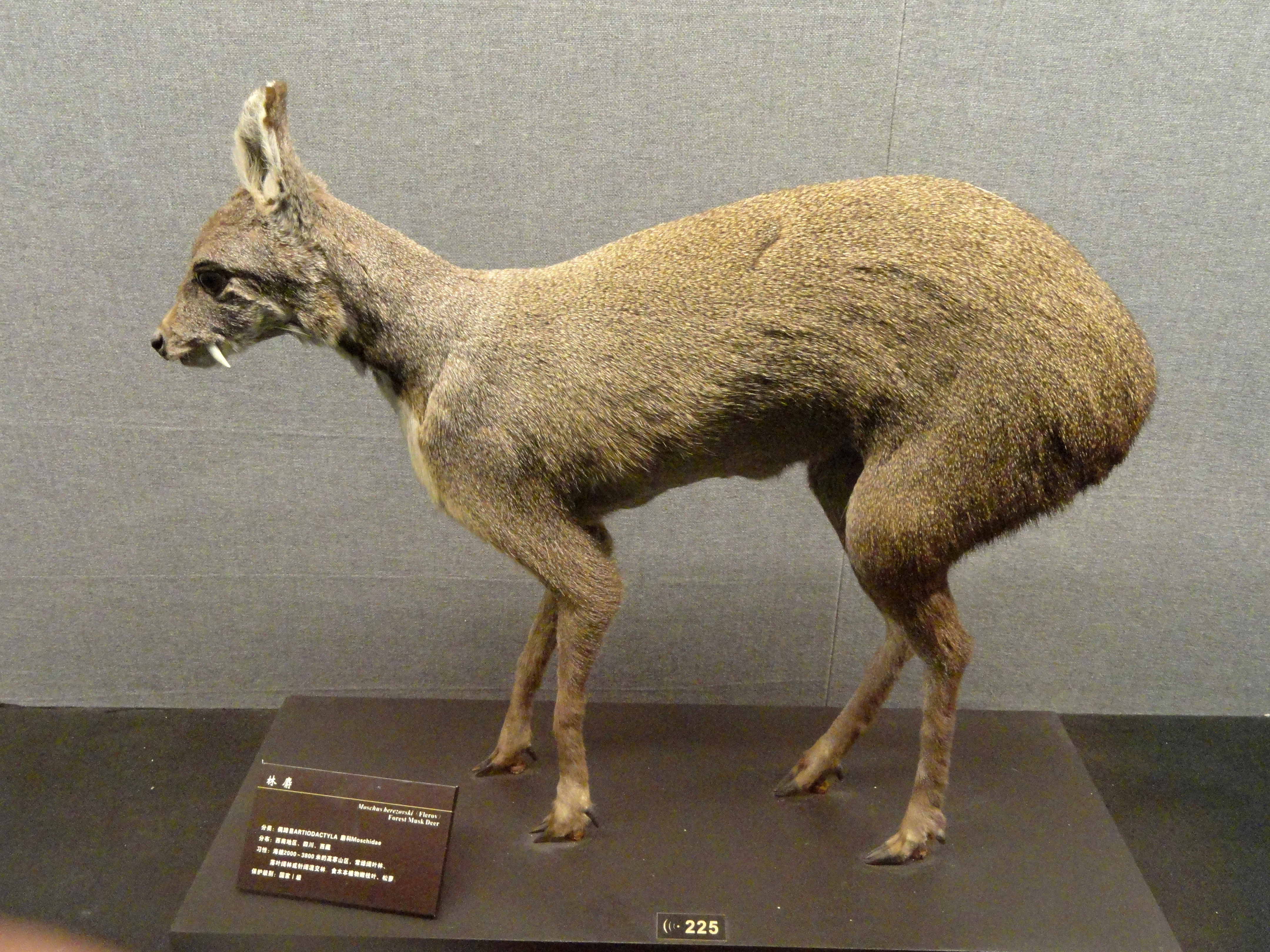
Chinesisches Moschustier (Moschus berezovskii) ♂

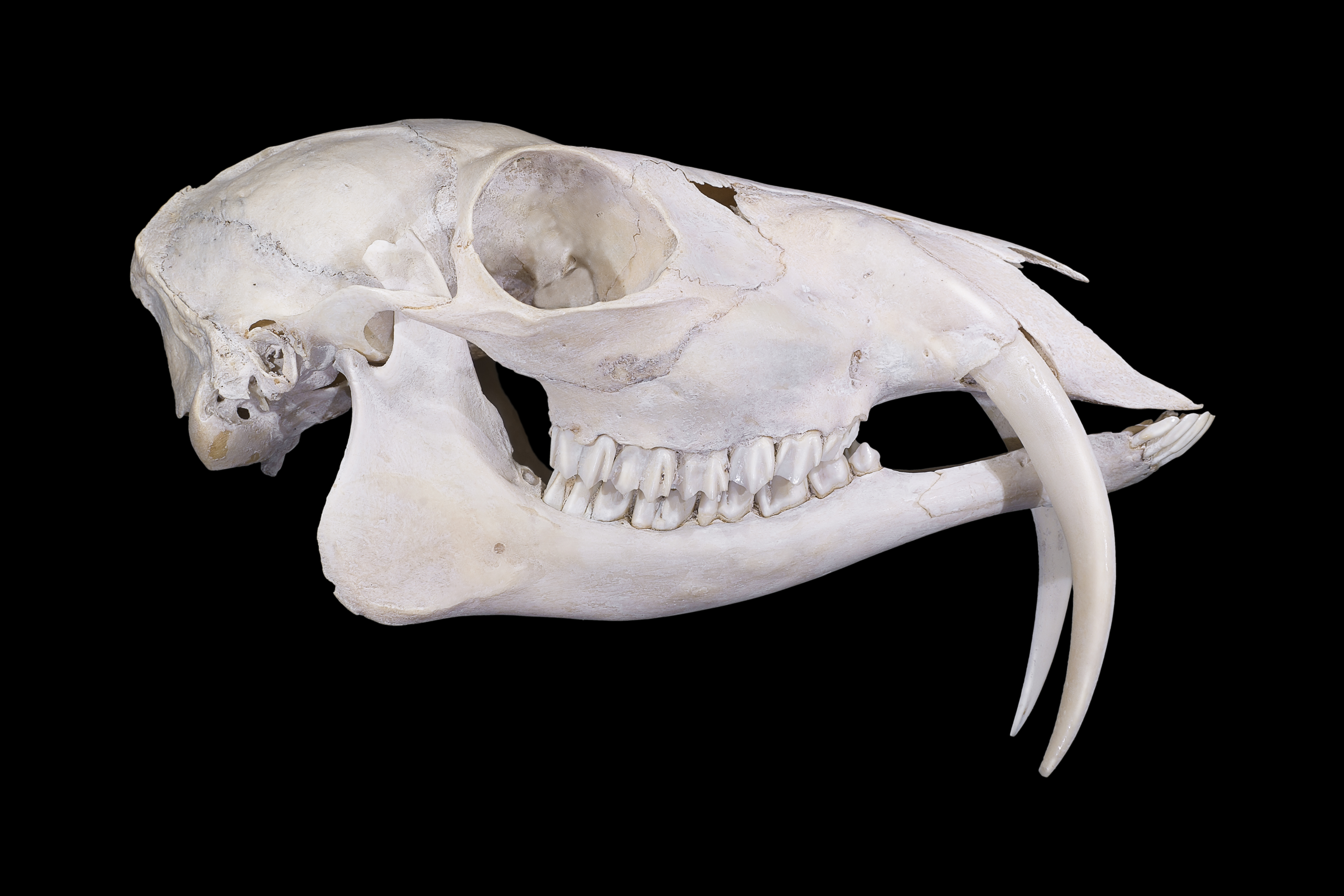
Schädel ♂

Alle Moschustiere sind einander so ähnlich, dass sie gelegentlich auch als eine einzige Art angesehen werden. Ihre Kopf-Rumpf-Länge beträgt 70 bis 100 Zentimeter, die Schulterhöhe 50 bis 80 Zentimeter, das Gewicht 10 Kilogramm und der Schwanz ist zwischen 1,8 und sechs Zentimeter lang. Die Hinterläufe sind bei allen Arten stark ausgebildet, die Rückenlinie ist nach vorne abfallend, weil die Hüfte höher steht als der Widerrist.
Die Fellfarbe ist überwiegend dunkelbraun, variiert aber auch innerhalb der Arten. Moschustiere weisen am Kinn, seitlich der Kehle und an der Innenseite der Läufe weiße Flecken auf. Die Ohren sind im Verhältnis zur Körper- und Kopfgröße lang. Moschustiere haben, anders als Hirsche, kein Geweih. Auffällig ist, dass die oberen Eckzähne des Männchens zu großen Hauern verlängert sind, die eine Länge von sieben Zentimetern erreichen können. Bei den Weibchen sind die Eckzähne gleichfalls verlängert, allerdings ragen diese nicht über die Lippen hinaus.
Die namensgebende Moschusdrüse besitzt ebenfalls nur das Männchen. Sie liegt vor den Geschlechtsteilen der Moschustiere und gibt eine bräunliche, stark riechende Substanz ab. Dieses Sekret spielt insbesondere in der Brunft eine Rolle, da das Männchen damit sein Revier markiert. Daneben können Moschustiere auch aus einer Schwanzdrüse eine Flüssigkeit absondern, die gelblich ist und einen starken Fäulnisgeruch hat.
Lautäußerungen sind von Moschustieren nur selten zu vernehmen. Aufgeschreckte Moschustiere geben jedoch einen Laut von sich, der an das menschliche Niesgeräusch erinnert.

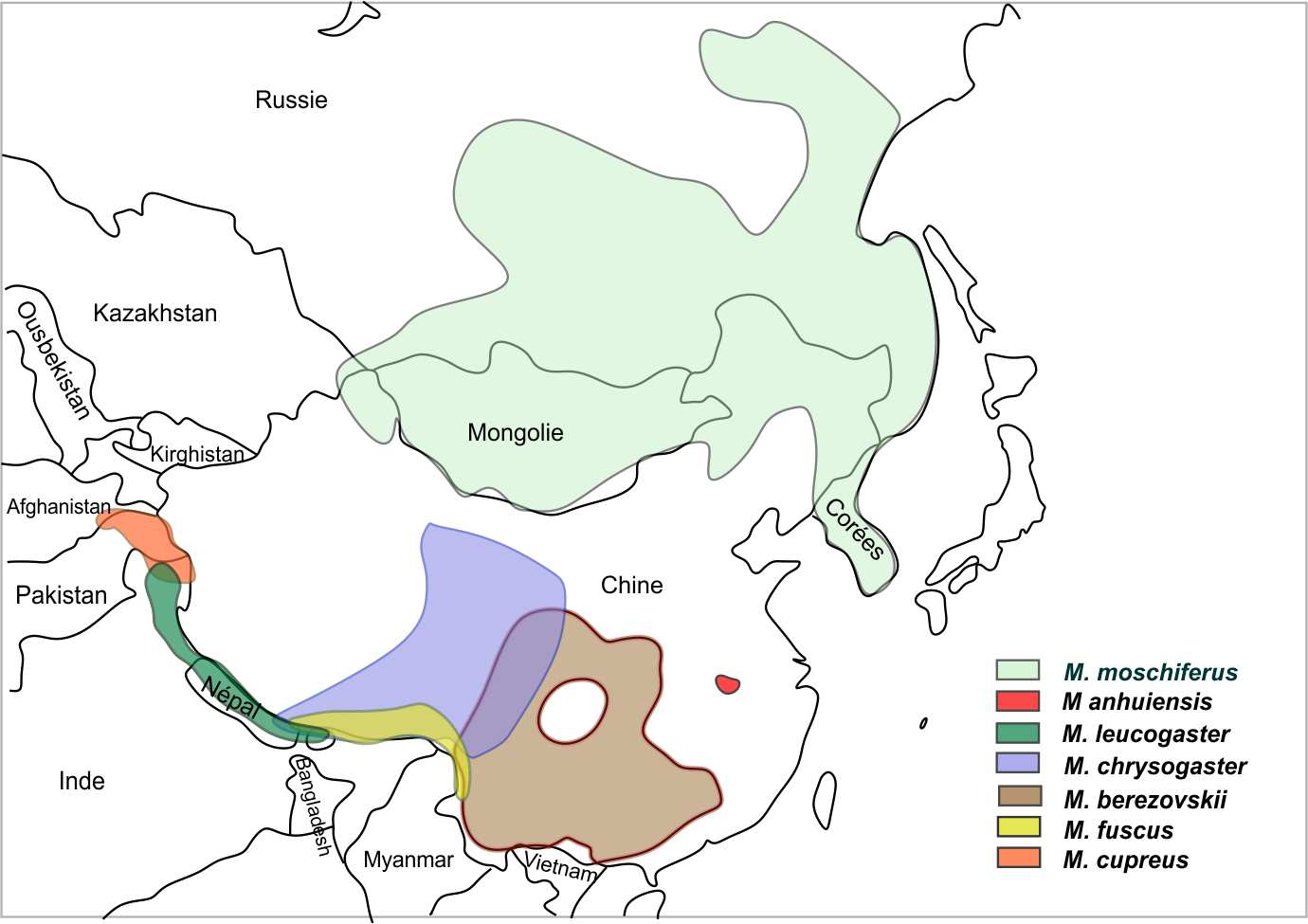
Die Verbreitungsgebiete der verschiedenen Moschustierarten

## Verbreitung
Moschustiere sind Tiere des Gebirges. Eine Art lebt im Himalaya, die anderen in verschiedenen Gebirgen und Höhenzügen Koreas, Chinas, Sibiriens, Kasachstans und der Mongolei (z. B. im Altaigebirge). Die bevorzugte Höhe liegt bei 2.500 bis 4.800 Metern, einige Formen kommen auch im Tiefland um 500 Meter vor. Die Tiere verbergen sich in dichten Bergwäldern. Im Himalaya liegt die Baumgrenze bei 4.400 Metern.

## Lebensweise
Moschustiere sind nachts aktiv und fressen Gräser und Moose, im Winter auch Zweige und Flechten.
Außerhalb der Paarungszeit sind Moschustiere strikte Einzelgänger. Sie verteidigen ein Revier, das einen Durchmesser von etwa 1,6 bis 2,4 Kilometer hat. Treffen zwei Männchen aufeinander, kann es zu Kämpfen kommen, wobei sich die Tiere manchmal mit den Eckzähnen tiefe Wunden reißen. Moschustiere stehen sich bei diesen Kämpfen nicht frontal gegenüber, wie dies bei Brunftkämpfen beispielsweise von Dam- oder Rotwild der Fall ist, sondern seitlich Schulter an Schulter.
Die Tragezeit beträgt durchschnittlich 198 Tage, die Jungtiere sind bei der Geburt gefleckt und wiegen durchschnittlich 500 Gramm. Die Zahl der Jungtiere variiert je nach Art. Bei einigen Arten setzen die Weibchen nur ein Jungtier, bei anderen sind Zwillinge die Norm. Jungtiere werden bis zu einem Alter von drei oder vier Monaten gesäugt. Ihre Geschlechtsreife erreichen sie mit etwa achtzehn Monaten. Das Lebensalter von Moschustieren ist noch nicht abschließend untersucht; in China in Gefangenschaft gehaltene Moschustiere erreichten aber ein Lebensalter von zwanzig Jahren.
Zu den Fressfeinden von Moschustieren gehören Schneeleopard und Tiger.

## Bedrohung und Schutz
Die Substanz der Moschusdrüse wird zur Herstellung von Parfümen und Seifen sowie in der traditionellen chinesischen Medizin verwendet. Aus einer Drüse lassen sich nur 25 bis 30 Gramm Moschus entnehmen, sodass für ein Kilogramm Moschus durchschnittlich 36 Tiere getötet werden müssen. Der Marktwert von Moschus ist hoch. 1999 wurden 45.000 US$ je Kilogramm bezahlt. Durch die starke Bejagung sind die Bestände aller Arten zurückgegangen. Das Sibirische Moschustier wird von der IUCN als gefährdet (vulnerable) eingestuft, während die übrigen Spezies als stark gefährdet (endangered) gelistet sind.
Als Alternative zur Jagd kann das Fangen eines lebenden Männchens praktiziert werden; der Moschus wird ihm entnommen, und anschließend wird es freigelassen. Da diese Methode jedoch zeitraubender ist als die Moschusgewinnung aus toten Tieren, wird sie selten genutzt. In China experimentiert man seit Jahrzehnten mit Moschustierfarmen; diese haben jedoch hohe Sterblichkeitsraten, da sich die Tiere schlecht in Gefangenschaft halten lassen.

## Systematik

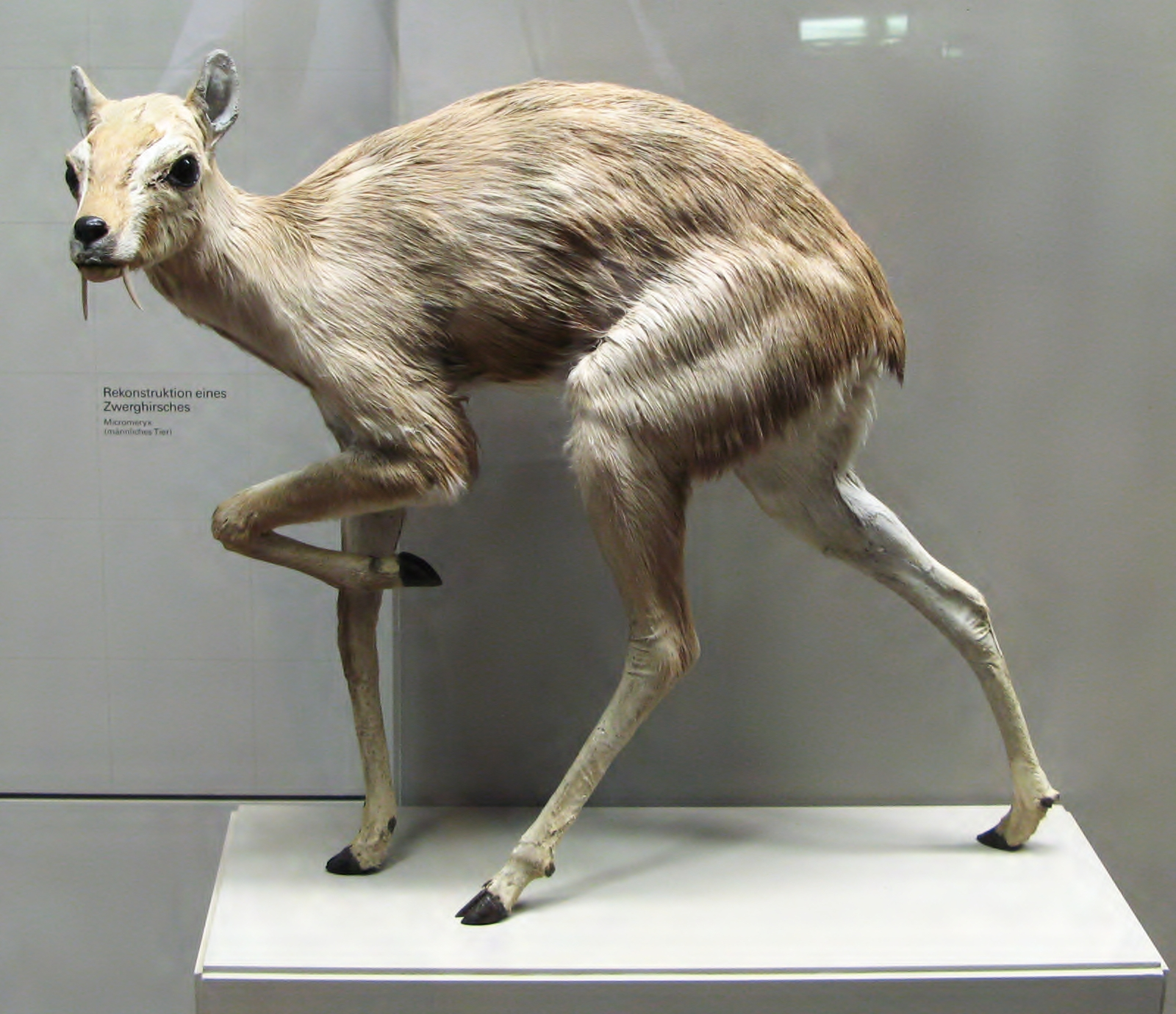
Micromeryx (hier als Rekonstruktion), ein Verwandter der Moschustiere, lebte im Miozän in Europa

Folgende Arten werden unterschieden:
- Sibirisches Moschustier (Moschus moschiferus), östliches Sibirien, Mongolei, nördliches China, Korea, Sachalin
- Schwarzes Moschustier (Moschus fuscus), Yunnan, Nord-Burma, südöstliches Tibet
- Chinesisches Moschustier (Moschus berezovskii), Süd- und Zentralchina, sowie Anhwei in Nord-Vietnam
- Anhui-Moschustier (Moschus anhuiensis), Ostchina im Westen der Provinz Anhui
- Gelbbauch-Moschustier (Moschus chrysogaster), Zentralchinesisches Bergland bis zum Himalaya (Nepal, Bhutan, Sikkim) im Süden
- Himalaya-Moschustier (Moschus leucogaster), Himalayagebiet in Bhutan, Nordindien, Nepal und südwestlichen Teilen Tibets
- Kaschmir-Moschustier (Moschus cupreus), Himalaya-Gebiet von Nordindien über Pakistan bis Afghanistan, möglicherweise mit dem Himalaya-Moschustier (M. leucogaster) identisch.

Teilweise wurden alle Vertreter der Moschustiere zu einer Art zusammengefasst, andere Autoren unterteilten die Gattung in drei Arten. Nach molekulargenetischen Untersuchungen lassen sich wenigstens sechs Arten unterscheiden, die sich in zwei Kladen auftrennen: einerseits das Schwarze, das Gelbbauch- und das Himalaya-Moschustier, andererseits das Chinesische, das Anhui- und das Sibirische Moschustier (das Kaschmir-Moschustier als potentiell siebente Art wurde bisher nicht sequenziert). Die Trennung der beiden Kladen erfolgte bereits im Pliozän vor rund 4,42 Millionen Jahren. Die Gruppe mit dem Sibirischen Moschustier differenzierte sich als ältere Linie dann wenig später vor rund 3,5 Millionen Jahren heraus. Die jüngere Gruppe um das Schwarze Moschustier entstand dagegen erst ab dem Unteren Pleistozän. Die Daten verweisen auf einen Ursprung der Gattung Moschus im heutigen Tibet, das sich im Zeitraum von vor rund 8 bis 2,6 Millionen Jahren im Zuge der Auffaltung des Himalaya um bis zu 3.000 Meter anhob. Die Ansicht stimmt mit der Out of Tibet-Hypothese eines Ursprungs einiger größerer, kälteangepasster Säugetiere in dem heutigen Hochland überein.
Das nicht näher verwandte Afrikanische Hirschferkel wird gelegentlich auch als Wassermoschustier bezeichnet.
Fossil sind Moschustiere seit dem Oligozän bezeugt. Aus dem Miozän ist die Gattung Micromeryx aus Europa bekannt.

## Einzelbelege
1. ↑  A. Hassanin, E. J. Douzery: Molecular and morphological phylogenies of ruminantia and the alternative position of the moschidae. In: Systematic biology. Band 52, Nummer 2, April 2003, S. 206–228, PMID 12746147.
2. 1 2 3 4  Rue, S. 28: Gallenblase …, Moschusdrüse…
3. 1 2 3  Rue, S. 30.
4. ↑  Colin Peter Groves: Family Moschidae (Musk-deer). In: Don E. Wilson, Russell A. Mittermeier (Hrsg.): Handbook of the Mammals of the World. Volume 2: Hooved Mammals. Lynx Edicions, Barcelona 2011, ISBN 978-84-96553-77-4, S. 336–348.
5. 1 2  Tao Pan, Hui Wang, Chaochao Hu, Zhonglou Sun, Xiaoxue Zhu, Tao Meng, Xiuxiang Meng und Baowei Zhang: Species Delimitation in the Genus Moschus (Ruminantia: Moschidae) and Its High-Plateau Origin. PLoS ONE 10 (8), 2015, S. e0134183, doi:10.1371/journal.pone.0134183
6. ↑  Moschustiere in der Roten Liste gefährdeter Arten der IUCN. Abgerufen am 25. August 2009.
7. ↑  Don E. Wilson, DeeAnn M. Reeder (Hrsg.): Mammal Species of the World. A Taxonomic and Geographic Reference. 3. Auflage. Johns Hopkins University Press, Baltimore 2005, ISBN 0-8018-8221-4.
8. ↑  Sang-In Kim, Mu-Yeong Lee, Hey Sook Jeon, Sang-Hoon Han und Junghwa An: Complete mitochondrial genome of Siberian musk deer Moschus moschiferus (Artiodactyla: Moschidae) and phylogenetic relationship with other moschus species. Mitochondrial DNA Part B: Resoures 2 (2), 2017, S. 860–861
9. ↑  Urzeitlicher "Vampirhirsch" in Süddeutschland entdeckt, auf: Scinexx vom 23. Oktober 2017.
10. ↑  Manuela Aiglstorfer, Loïc Costeur, Bastien Mennecart, Elmar P. J. Heizmann: Micromeryx? eiselei — A new moschid species from Steinheim am Albuch, Germany, and the first comprehensive description of moschid cranial material from the Miocene of Central Europe. In: PLOS One. 16. Oktober 2017, doi:10.1371/journal.pone.0185679